# Mohammed Helmy
Mohammed Helmy, (v arabštině : محمد حلمي, in ebraico: מוחמד חילמי) (Khartoum, 25 luglio 1901 – Berlino, 10 gennaio 1982), è stato un medico egiziano che salvò diversi ebrei dalla persecuzione nazista a Berlino durante l'Olocausto. Fu il primo arabo ad essere riconosciuto come Giusto tra le Nazioni da Yad Vashem..

## Biografia
Helmy nacque a Khartum, in Sudan, figlio di un ufficiale dell'esercito egiziano. Nel 1922 si trasferì a Berlino per studiare medicina. Dopo la laurea e l'apprendistato con Georg Klemperer, un professore di medicina ebreo, iniziò a lavorare come capo del dipartimento di urologia al Robert Koch Hospital (in seguito chiamato Krankenhaus Moabit Hospital). L'ospedale fu significativamente coinvolto dalle politiche naziste e una larga parte del personale medico decise di lasciarlo, o fu costretta a farlo. Helmy subì diverse discriminazioni ed ingiustizie varie, fino al licenziamento, nel 1938, a seguito della legge per cui i nazisti volevano allontanare i camiti non ariani. Inoltre gli fu vietato di lavorare negli ospedali e di sposare la sua fidanzata tedesca, Annie Ernst.
Helmy criticò pubblicamente Adolf Hitler, episodi che hanno portato al suo arresto nel 1939 e poi nel 1940, insieme ad altri egiziani, fino al suo rilascio a causa dei suoi problemi di salute.
Durante la seconda guerra mondiale ha negoziato per diverse famiglie ebree nascondendoli dalla persecuzione in atto.

## Onorificenze
I parenti di Helmy furono cercati da Yad Vashem per consegnare loro l'onorificenza a lui assegnata; non erano, tuttavia, interessati ad accettare il premio, a causa delle relazioni di ostilità tra Israele ed Egitto. Alla fine, quattro anni dopo il riconoscimento come il primo arabo Giusto tra le nazioni, il regista Taliya Finkel (che nel frattempo aveva realizzato un film su Helmy) riuscì a localizzare il figlio del nipote, Nasser Kotby. Kotbi accettò di ricevere il certificato dall'ambasciatore israeliano a Berlino durante una cerimonia nel Ministero degli Esteri tedesco, e non all'ambasciata israeliana, a causa della difficoltà della famiglia nel ricevere l'onorificenza direttamente da un'istituzione israeliana.